# سان خوآن دل سسار
سان خوآن دل سسار (به اسپانیایی: San Juan del Cesar) یک سکونتگاه مسکونی در کلمبیا است که در بخش لا گواخیرا واقع شده‌است.

## خصوصیات
سان خوآن دل سسار ۱٬۴۱۵ کیلومترمربع مساحت و ۲۵٬۵۸۷ نفر جمعیت دارد و ۲۵۰ متر بالاتر از سطح دریا واقع شده‌است.